# Gallirallus wakensis
Gallirallus wakensis foi uma espécie de ave da família dos ralídeos. Era endêmica da ilha Wake e foi extinta em 1945 devido principalmente à caça excessiva pelas tropas japonesas estacionadas na ilha em meio a Segunda Guerra Mundial.